# Огарёва, 6 (роман)
«Огарёва, 6» — остросюжетный роман-детектив Юлиана Семёнова; опубликован в 1972 году. Вторая книга трилогии о работе Московского уголовного розыска. В доме 6 по улице Огарёва Москвы расположено административное здание МВД СССР.
В романе встречаются уже знакомые по первому произведению о буднях МУРа «Петровка 38» сыщики Садчиков и Костенко. Им предстоит расследовать и раскрыть крупные хищения социалистической собственности на Пятигорской ювелирной фабрике и убийства в трёх разных регионах Советского Союза.
В этом романе Семенов детально описал как детективные хитросплетения и специфику работы сыщиков, так и советский быт той поры, нравы различных слоев общества. Это представлено как своеобразный калейдоскоп сменяемых мизансцен, которыми автор разнообразил своё повествование.
в 1980 году была снята одноимённая экранизация

## Описание сюжета
Милиция расследует три однотипных преступления — в гостиничных номерах Минска, Ленинграда и Свердловска найдены трупы кавказцев, погибших от смертельной дозы сильнодействующего снотворного. Жертвы приезжали для покупки автомобилей. В Москве найден и доставлен в больницу четвёртый пострадавший по фамилии Урушадзе, однако он, придя в сознание, убегает из больницы. Паспорт Урушадзе оказывается поддельным. Вскоре милиция задерживает подозреваемого — аспиранта Виктора Кешала́ву, который угостив в сухумском ресторане съёмочную группу, проводил до номера актрису и попытался принудить её заняться с ним сексом. Актриса выбежала на балкон и подняла шум. На нескольких камнях (гранатах), которые он, убегая, оставил в номере, находятся следы того самого сильнодействующего снотворного. Комиссар приказывает полковнику Костенко невзирая на недостаток улик допросить и вывести на чистую воду Кешалаву. Экспертиза устанавливает, что гранаты обточены на Пригорской аффинажной фабрике. Костенко догадывается, что пропавший зав. ОТК фабрики Налба́ндов и есть Урушадзе. 
Во время беседы в кафе между директором Пригорской фабрики Пименовым и начальником управления в главке Проскуряковым происходит ссора, после чего Проскуряков умирает от инфаркта, однако Пименов покрывает погибшего. К делу подключается ОБХСС, эксперты устанавливают, что новейшие станки, полученные на фабрике работают далеко не в полную мощь. Выясняется, что Проскуряков выделял Пименову дефицитное оборудование и материалы. Налбандов скрывается в шалаше Пименова. Директор уговаривает Налбандова совершить кражу на заводе, прикрыв тем самым хищения, а сам приказывает охране стрелять по всем нарушителям. Тем самым, он совершает роковую ошибку. Пуля охранника смертельно ранит Налбандова, перед смертью он сдаёт и Пименова, и Кешалаву.
Один из рядовых милиционеров вспоминает, что видел Кешалаву близ альпинистского лагеря. Милиция устанавливает, что он действительно отдыхал в лагере. Полковник Сухишвили предполагает, что Кешалава спрятал чемодан с деньгами и камнями Налбандова в не посещаемом из-за наличия змей районе. Добровольцы за день находят чемодан. Используя три улики: чемодан, показания Налбандова и найденные на пиджаке Кешалавы следы снотворного, Костенко припирает преступника к стенке, поскольку раньше он заявлял, что выздоровел, снотворного не употребляет и никто не мог взять его пиджак. Пименов уходит на дно, тихо проживая в домике под Москвой. Будучи заядлым рыбаком он случайно сталкивается на перроне с грибником полковником Садчиковым. Садчиков разоблачает Пименова, но преступнику нечего терять и он сталкивает Садчикова под колёса подошедшей электрички. Костенко догадывается, что Пименов устремится к близлежащему аэродрому и допрашивает кассиров. Один из них вспоминает, что Пименов брал билет до Свердловска. Бригада свердловского уголовного розыска арестовывает Пименова в аэропорту.    